# Lehmannodes guneyi
Lehmannodes guneyi is een vlinder uit de familie spanners (Geometridae). De wetenschappelijke naam is als Aplocera guneyi voor het eerst geldig gepubliceerd in 1992 door Riemis.
De soort komt voor in Turkije en Iran.